# Охоронна компанія

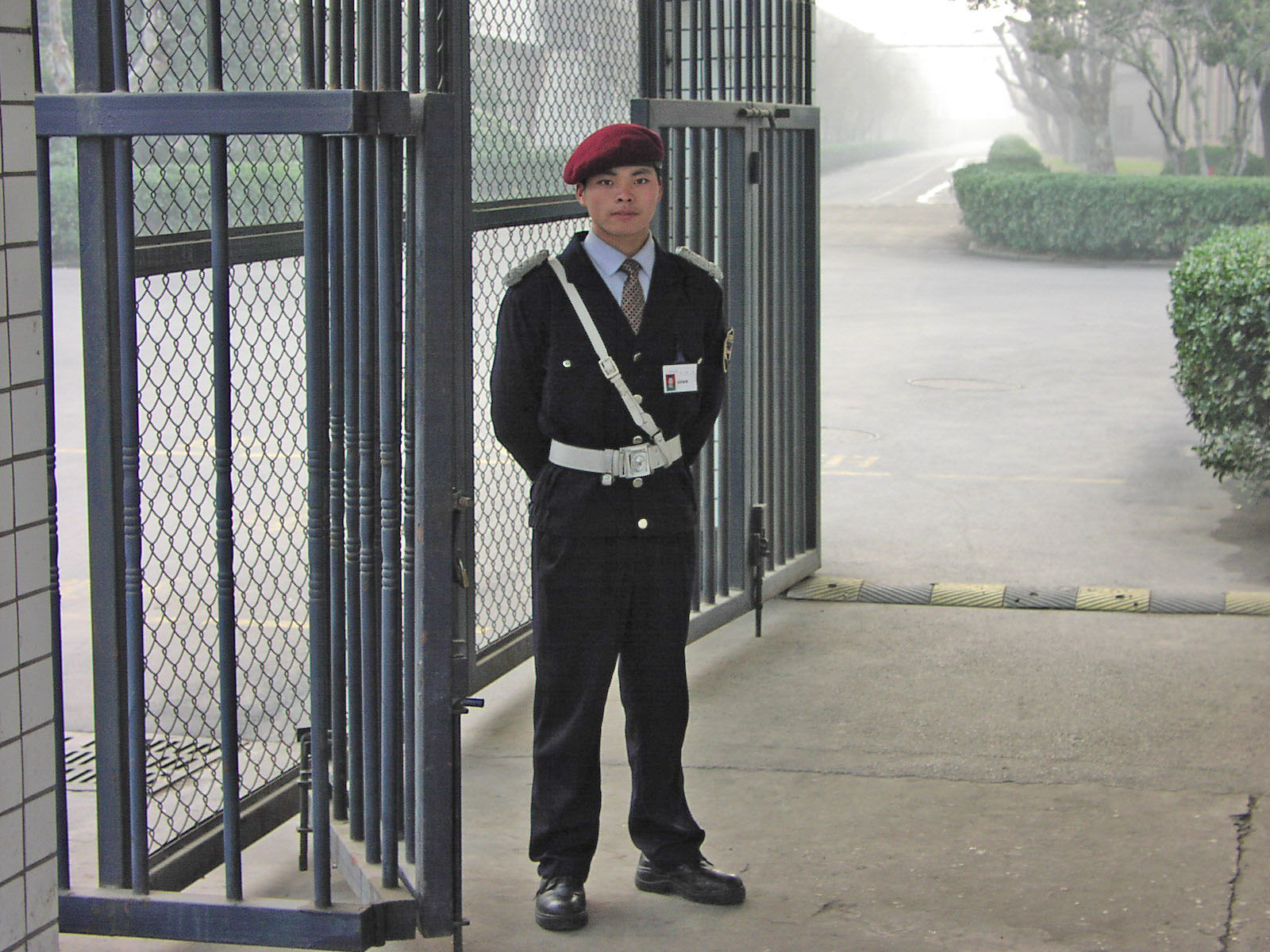
Охоронець на китайському заводі

Охоро́нна компа́нія — це підприємство, яке надає послуги зі збройної чи неозброєної безпеки та експертизу клієнтам у приватному чи державному секторах.
Приклади послуг, які надають ці компанії, включають запобігання несанкціонованим діям або входу, регулювання дорожнього руху, контроль доступу, а також запобігання та виявлення пожеж і крадіжок. Ці послуги можна загалом описати як захист персоналу та/або активів. Інші послуги безпеки, такі як виїзний патруль, охорона та послуги сторожових собак, можуть також включатися, але це відносно невелика частина ринку.
В Україні серед послуг охоронних компаній, крім власне фізичної охорони (охоронці і бодігарди), популярними є також пультова охорона, відеоспостереження, супровід, встановлення і обслуговування різних видів сигналізацій на різних об'єктах, як нерухомого, так і рухомого майна.

## Терміни
Співробітників приватних охоронних компаній зазвичай називають охоронцями. Самі охоронні компанії іноді називають охоронними підрядниками.
Виїзні патрулі охоронців, оснащені відповідними спецзасобами і власне автомобілем, називають групами швидкого (або мобільного) реагування (ГМР/ГШР).
Об'єктом охорони може бути як нерухоме майно (будівля або приміщення), так і рухоме (автомобіль), а також особа/и.
Установу з підготовленим персоналом, який спостерігає й аналізує 24/7 стан передачі тривожних сигналів, називають центром спостереження або пунктом централізованого спостереження (ПЦС). ПЦС здійснюють пультову охорону об'єктів охорони.

## Охоронні компанії в світі
Охоронний бізнес є високоприбутковою галуззю економіки з високою динамікою зростання. Серед охоронних компаній у світі немає транснаціональних корпорацій, адже в кожній країні охоронна діяльність регулюється власним законодавством.
Населення США є найбільшим споживачем приватних військових і охоронних послуг.

## Охоронні компанії в Україні
В Україні діяльність усіх державних та приватних охоронних компаній (служб) регламентується Законом України «Про охоронну діяльність», який був затверджений у 2013 році.
Традиційно монопольне становище на ринку охоронних послуг країни має Державна служба охорони (ДСО) при Міністерстві внутрішніх справ України — завдяки праву носіння охоронцями табельної зброї.
Ринок приватних охоронних компаній, станом на 2023 рік представлений значною кількістю компаній, багато з яких є невеликими і/або регіональними, що часто виступають як субпідрядниками з реагування для великих ринкових гравців, здатних забезпечити функціонування пультової охорони, розробку і впровадження власних технічних рішень з охорони об'єктів.